# Abolfazl Zamani
Abolfazl Zamani Ahmadabad (Teherán, Irán, 1 de marzo de 2006) es un futbolista iraní que juega de centrocampista en el Paykan F. C. de la Iran Pro League.
Es internacional con la Selección Sub-17 de Irán.

## Estadísticas

### Clubes
Actualizado al último partido disputado el 15 de noviembre de 2023.
| Club              | Div.          | Temporada     | Liga  | Liga  | Liga   | Copas nacionales | Copas nacionales | Copas nacionales | Copas internacionales | Copas internacionales | Copas internacionales | Total | Total | Total  |
| Club              | Div.          | Temporada     | Part. | Goles | Asist. | Part.            | Goles            | Asist.           | Part.                 | Goles                 | Asist.                | Part. | Goles | Asist. |
| ----------------- | ------------- | ------------- | ----- | ----- | ------ | ---------------- | ---------------- | ---------------- | --------------------- | --------------------- | --------------------- | ----- | ----- | ------ |
| Paykan F. C. Irán | 1.ª           | 2023-24       | 0     | 0     | 0      | 0                | 0                | 0                | ―                     | ―                     | ―                     | 0     | 0     | 0      |
| Paykan F. C. Irán | Total club    | Total club    | 0     | 0     | 0      | 0                | 0                | 0                | 0                     | 0                     | 0                     | 0     | 0     | 0      |
| Total carrera     | Total carrera | Total carrera | 0     | 0     | 0      | 0                | 0                | 0                | 0                     | 0                     | 0                     | 0     | 0     | 0      |